# 3839 Bogaevskij
3839 Bogaevskij је астероид главног астероидног појаса са пречником од приближно 9,4 .
Афел астероида је на удаљености од 2,900 астрономских јединица (АЈ) од Сунца, а перихел на 2.000 АЈ.
Ексцентрицитет орбите износи 0,183, инклинација (нагиб) орбите у односу на раван еклиптике 2,685 степени, а орбитални период износи 1401,035 дана (3,835 године).
Апсолутна магнитуда астероида је 12,9 а геометријски албедо 0,137.
Астероид је откривен 26. јула 1971. године.